# Franz Paul Grua
Pour les articles homonymes, voir Grua.
Œuvres principales
Telemaco
31 messes
Franz Paul Grua (connu aussi sous le nom de Francesco da Paula Grua)  (né le 1er février 1753 à Mannheim et mort le 5 juillet 1833 à Munich) est un compositeur et violoniste allemand d'origine italienne.

## Biographie
Franz Paul Grua est le fils du compositeur Carlo Grua. Il étudie la composition, à Mannheim, avec Ignaz Holzbauer et le violon avec Ignaz Fränzl. En 1776, il est violoniste adjoint à la Cour palatine de Mannheim. L'année suivante, il se rend à Bologne pour suivre les cours du Padre Martini à Bologne et ceux de Tommaso Traetta à Parma. Il suit la cour à Munich, en 1778. En 1779, il est nommé maitre de chapelle adjoint. Il succède avec l'Abbé Vogler à Andrea Bernasconi, comme maitre de chapelle, à la mort de ce dernier, en 1784.

## Grua vu par ses contemporains
Wolfgang Amadeus Mozart ne l'appréciait guère. Dans sa lettre du 13 novembre 1780, adressée de Munich à Léopold Mozart, il dit, en parlant d'une messe de Franz Paul Grua : « Vous pouvez facilement écrire une demi-douzaine de telles œuvres en une journée »

## Œuvres
- Telemaco - Opéra, Munich, 1780.
- 31 messes et environ 200 autres compositions de musique sacrée, brulées lors des bombardements en 1944.